# Fukomys damarensis
Fukomys damarensis is een zoogdier uit de familie van de molratten (Bathyergidae). De wetenschappelijke naam van de soort werd voor het eerst geldig gepubliceerd door William Ogilby in 1838.

## Leefwijze
De Damaralandmolrat is een van de twee bekende eusociale zoogdieren, de ander is de naakte molrat. Deze molrat leeft in ondergrondse groepen van tot veertig individuen met slechts een enkel broedend paartje. Het lijkt erop dat de eusociale eigenschappen minder extreem ontwikkeld zijn dan bij de naakte molrat. Bijzonder fenomeen van eusociale dieren is dat de koninginnen, de reproductieve vrouwtjes, ouder worden dan de niet reproductieve vrouwtjes. Dat geldt ook voor deze soort.

## Verspreiding
De soort komt voor in Botswana, Namibië, Zambia, Zimbabwe en Zuid-Afrika. De naam damarensis slaat op Damaraland, een gebied in Namibië.